# Nils Lorichs
För krigsrådet Nils Lorichs se Nils Lorich,
Nils Erland Mårten Lorichs, född 11 juli 1905 i Heds församling, Västmanland, död 14 januari 1989 i Stockholm, var en svensk jurist.
Nils Lorichs blev juris kandidat vid Uppsala universitet 1929. Han antogs som amanuens i Ecklesiastikdepartementet 1933, blev 1:e kanslisekreterare 1944 (efter att ha varit tillförordnad från 1939), byråchef 1946, kansliråd 1946 (tillförordnad 1944) och statssekreterare 1948 (tillförordnad 1946).
Han utnämndes 1950 till regeringsråd. Då ett fast ämbete som ordförande i Regeringsrätten, förordnad av Kungl. Maj:t, infördes 1972 blev Nils Lorichs den förste innehavaren. Han hade även dessförinnan fungerat som Regeringsrättens ordförande i egenskap av dess äldste ledamot. Han gick i pension 1972. Som regeringsråd var han ledamot av lagrådet 1954–1956.
Nils Lorichs var son till bruksägaren och riksdagsmannen Ludvig Lorichs. Han var från 1944 gift med Karin Edling, dotter till professor Lars Edling.

## Utmärkelser
- Riddare av Vasaorden, 1946.[1]
- Kommendör av andra klassen av Nordstjärneorden, 15 november 1949.[2]
- Kommendör av första klassen av Nordstjärneorden, 6 juni 1952.[3]
- Kommendör med stora korset av Nordstjärneorden, 24 november 1960.[4]